# Equació d'Eckhaus
En física matemàtica, l'equació d’Eckhaus (o l'equació de Kundu-Eckhaus) és una equació diferencial parcial no-lineal dins la classe no-lineal de Schrödinger:
{\displaystyle i\psi _{t}+\psi _{xx}+2\left(|\psi |^{2}\right)_{x}\,\psi +|\psi |^{4}\,\psi =0.}
L'equació va ser introduïda de forma independent per Wiktor Eckhaus i per Anjan Kundu per modelar la propagació de les ones en medis dispersius. L'equació de Kundu-Eckhaus admet molts tipus diferents de solucions analítiques (igual que l'equació no-lineal de Schrödinge), incloent, però sense limitar-se, les solucions racionals d'onades gegants. El comportament de les seves solucions estocàstiques d'onada gegant i els seus espectres es poden utilitzar amb finalitats de detecció precoç.

## Linealització
L'equació d’Eckhaus es pot linealitzar a l'equació lineal de Schrödinger:
{\displaystyle i\varphi _{t}+\varphi _{xx}=0,}
mitjançant la transformació no-lineal:
{\displaystyle \varphi (x,t)=\psi (x,t)\,\exp \left(\int _{-\infty }^{x}|\psi (x^{\prime },t)|^{2}\;{\text{d}}x^{\prime }\right).}
La transformació inversa és:
{\displaystyle \psi (x,t)={\frac {\varphi (x,t)}{\displaystyle \left(1+2\,\int _{-\infty }^{x}|\varphi (x^{\prime },t)|^{2}\;{\text{d}}x^{\prime }\right)^{1/2}}}.}
Aquesta linealització també implica que l'equació d’Eckhaus és integrable.

Animació d'una solució de paquets d'ones de l'equació d'Eckhaus. La línia blava és la part real de la solució, la línia vermella és la part imaginària i la línia negra és l'embolcall d’ona (valor absolut). Tingueu en compte l’asimetria del sobre {\displaystyle |\psi (x,t)|} per a l'equació d’Eckhaus, mentre que el sobre {\displaystyle |\varphi (x,t)|} (de la solució corresponent a l'equació lineal de Schrödinger) és simètric (a {\displaystyle x}). Les ones curtes del paquet es propaguen més ràpidament que les ones llargues

Animació de la solució de paquets d’ones de l'equació lineal de Schrödinger (corresponent amb l’animació anterior per a l'equació d’Eckhaus). La línia blava és la part real de la solució, la línia vermella és la part imaginària, la línia negra és l'embolcall d’ona (valor absolut) i la línia verda és el centroide del paquet d’ona

## Solució d’ones itinerants

L'equació d’Eckhaus té diverses solucions d’ones itinerants: